# Parambassis dayi
Parambassis dayi és un peix pertanyent a la família dels ambàssids, el epítet de l'espècie dayi és un honor de l'ictiòleg britànic Francis Day.
Fa 17,5 cm de llargària màxima. És un peix d'aigua dolça i salabrosa, demersal i de clima tropical. Es endèmic de l'Índia. i inofensiu per als humans.